# يوسوك فوجيموتو
يوسوك فوجيموتو (باليابانية: 藤本祐介؛ بالكانا: ふじもと ゆうすけ) هو ملاكم كيك بوكسينغ ياباني، ولد في 22 يوليو 1975 في كيوتو في اليابان.